# Lidträsket (Älvsby socken, Norrbotten)
Lidträsket är en sjö i Älvsbyns kommun i Norrbotten och ingår i Piteälvens huvudavrinningsområde. Sjön är 11,9 meter djup, har en yta på 0,431 kvadratkilometer och är belägen 137 meter över havet. Lidträsket ligger i Piteälven Natura 2000-område.

## Delavrinningsområde
Lidträsket ingår i det delavrinningsområde (728307-173381) som SMHI kallar för Utloppet av Yttre Arvidsträsket. Medelhöjden är 156 meter över havet och ytan är 24,43 kvadratkilometer. Räknas de 18 avrinningsområdena uppströms in blir den ackumulerade arean 176 kvadratkilometer. Borgforsälven som avvattnar avrinningsområdet har biflödesordning 2, vilket innebär att vattnet flödar genom totalt 2 vattendrag innan det når havet efter 47 kilometer. Avrinningsområdet består mestadels av skog (68 procent). Avrinningsområdet har 4,51 kvadratkilometer vattenytor vilket ger det en sjöprocent på 18,4 procent.